# Plebejus
Genre
Plebejus est un genre holarctique de lépidoptères de la famille des Lycaenidae et de la sous-famille des Polyommatinae.

## Systématique
Le genre Plebejus a été décrit par le naturaliste polonais Jan Krzysztof Kluk en 1780.
L'espèce type pour le genre est Papilio argus Linnaeus, 1758.
Le nom Plebejus Kluk, 1780 a les synonymes suivants, :
- Plebeius Kluk, 1780 — orthographe subséquente incorrecte
- Rusticus Hübner, [1806] — nom rejeté
- Lycaeides Hübner, [1819] — synonyme junior subjectif (espèce type : Papilio argyrognomon Bergsträsser, [1779])
- Lycoena Nicholl, 1901 — synonyme junior objectif

La systématique des Plebejus et des genres voisins a longtemps fait débat : par exemple, de nombreux auteurs de la fin du XXe et du début du XXIe siècle englobaient dans le genre Plebejus d'autres genres de Polyommatini aujourd'hui considérés comme distincts, ce qui rendait la liste des espèces du genre Plebejus nettement plus longue. Cette instabilité nomenclaturale concerne notamment les espèces des actuels genres Afarsia, Alpherakya, Agriades, Aricia, Eumedonia, Icaricia, Kretania, Maurus, Pamiria, Patricius, Plebejidea, Plebulina et Rueckbeilia.
La composition actuelle du genre Plebejus, plus restreinte, découle d'études de phylogénétique moléculaire qui ont permis d'éclaircir la systématique des Polyommatini. Dans sa définition actuelle, le genre Plebejus  n'absorbe plus que l'ancien genre Lycaeides, et serait le groupe frère du genre Pamiria.

## Liste des espèces
Le nombre d'espèces varie en fonction des sources ; la liste suivante est tirée de Funet :
Groupe ardis :
- Plebejus eversmanni (Lang, 1884) — Asie centrale.
- Plebejus baroghila (Tytler, 1926) — Ouest de l'Himalaya.
- Plebejus firuskuhi (Forster, 1940) — Nord-Ouest de l'Afghanistan.
- Plebejus kwaja (Evans, 1932) — Baloutchistan.

Groupe argus :
- Plebejus aegidion (Gerhard, 1851) — Asie centrale.
- Plebejus argus (Linnaeus, 1758) — l’Azuré de l'ajonc — Eurasie tempérée.

Groupe idas (Lycaeides, parfois traité comme un sous-genre ou un genre) :
- Plebejus agnata (Rühl, 1895) — Asie centrale.
- Plebejus argyrognomon (Bergsträsser, [1779]) — l’Azuré des coronilles — Eurasie tempérée.
- Plebejus pseudaegon (Butler, [1882]) — Extrême-Orient tempéré.
- Plebejus sinica (Forster, 1936) — Sichuan.
- Plebejus maracandica (Erschoff, 1874) — Russie et Asie centrale.
- Plebejus caspica (Forster, 1936) — Sud de l'Oural.
- Plebejus lepidus Zhdanko, 2000 — Est du Kazakhstan.
- Plebejus uiguricus Zhdanko, 2000 — Altaï et massifs proches.
- Plebejus mongolicus Rühl, [1893] — de la Mongolie à l'Extrême-Orient russe.
- Plebejus baldur (Hemming, 1934) — Kurdistan, Levant.
- Plebejus bellieri (Oberthür, 1910) — l’Azuré tyrrhénien — Corse.
- Plebejus argiva (Staudinger, 1886) — Asie centrale.
- Plebejus christophi (Staudinger, 1874) — de la Turquie à l'Asie centrale.
- Plebejus roxane (Grum-Grshimailo, 1887) — Asie centrale.
- Plebejus idas (Linnaeus, 1761) — l’Azuré du genêt — Eurasie, Nord de l'Amérique du Nord.
- Plebejus ganssuensis (Grum-Grshimailo, 1891) — Chine.
- Plebejus nushibi Zhdanko, 2000 — Sud-Est du Kazakhstan.
- Plebejus calliopis (Boisduval, 1832) — plusieurs isolats en Eurasie — souvent considéré comme une sous-espèce de Plebejus idas.
- Plebejus anna (Edwards, 1861) — Ouest de l'Amérique du Nord.
- Plebejus iburiensis (Butler, [1882]) — Japon.
- Plebejus melissa (Edwards, 1873) — le Bleu mélissa — Amérique du Nord.
- Plebejus fridayi (Chermock, 1945) — montagnes de l'Ouest des États-Unis — souvent considéré comme une sous-espèce de Plebejus melissa.
- Plebejus nevadensis (Oberthür, 1910) — péninsule Ibérique — souvent considéré comme une sous-espèce de Plebejus idas.
- Plebejus tomyris (Grum-Grshimailo, 1890)
- Plebejus samudra (Moore, [1875]) — Nord-Ouest de l'Inde.
- Plebejus rogneda (Grum-Grshimailo, 1890) — Asie centrale.
- Plebejus subsolanus (Eversmann, 1851) — de l'Himalaya à l'Extrême-Orient tempéré.
- Plebejus cleobis (Bremer, 1861) — du Sud de la Sibérie et de l'Altaï au Japon.

Espèces au placement incertain : 
- Plebejus shuroabadica (Shchetkin, 1963)
- Plebejus dzhizaki Zhdanko, 2000
- Plebejus bergi Kusnezov, 1908 — Kazakhstan.
- Plebejus noah (Herz, 1900)
- Plebejus qinghaiensis (Murayama, 1992)
- Plebejus hishikawai (Yoshino, 2003) — Sud du Tibet.
- Plebejus callaghani (Carbonell & Naderi, 2007) — Nord de l'Iran.
- Plebejus choltagi (Zhdanko & Churkin, 2001)
- Plebejus fyodor Hsu, Bálint & Johnson, 2000
- Plebejus maidantagi Zhdanko & Churkin, 2001
- Plebejus tillo Zhdanko & Churkin, 2001
- Plebejus churkini Zhdanko, 2001 — Tian Shan.
- Plebejus exterius Zhdanko, 2001
- Plebejus zhdankoi Churkin, 2002 — Tian Shan.
- Plebejus mellarius Churkin & Zhdanko, 2008 — Kirghizistan.
- Plebejus arpa (Churkin & Pletnev, 2012) — Kirghizistan.
- Plebejus aleremiticus (Churkin & Pletnev, 2012) — Tadjikistan.

## Morphologie
Les imagos des espèces du genre Plebejus sont des petits papillons qui, comme de nombreux Polyommatinae, ont le dessus des ailes bleu chez les mâles et brun chez les femelles, tandis que le dessous des ailes a un fond gris ou beige orné de séries de points noirs cerclés de blanc et d'une série de lunules submarginales orange. La plupart des Plebejus ont la particularité d'avoir des écailles bleues ou argentées dans leurs points marginaux noirs au revers de l'aile postérieure.

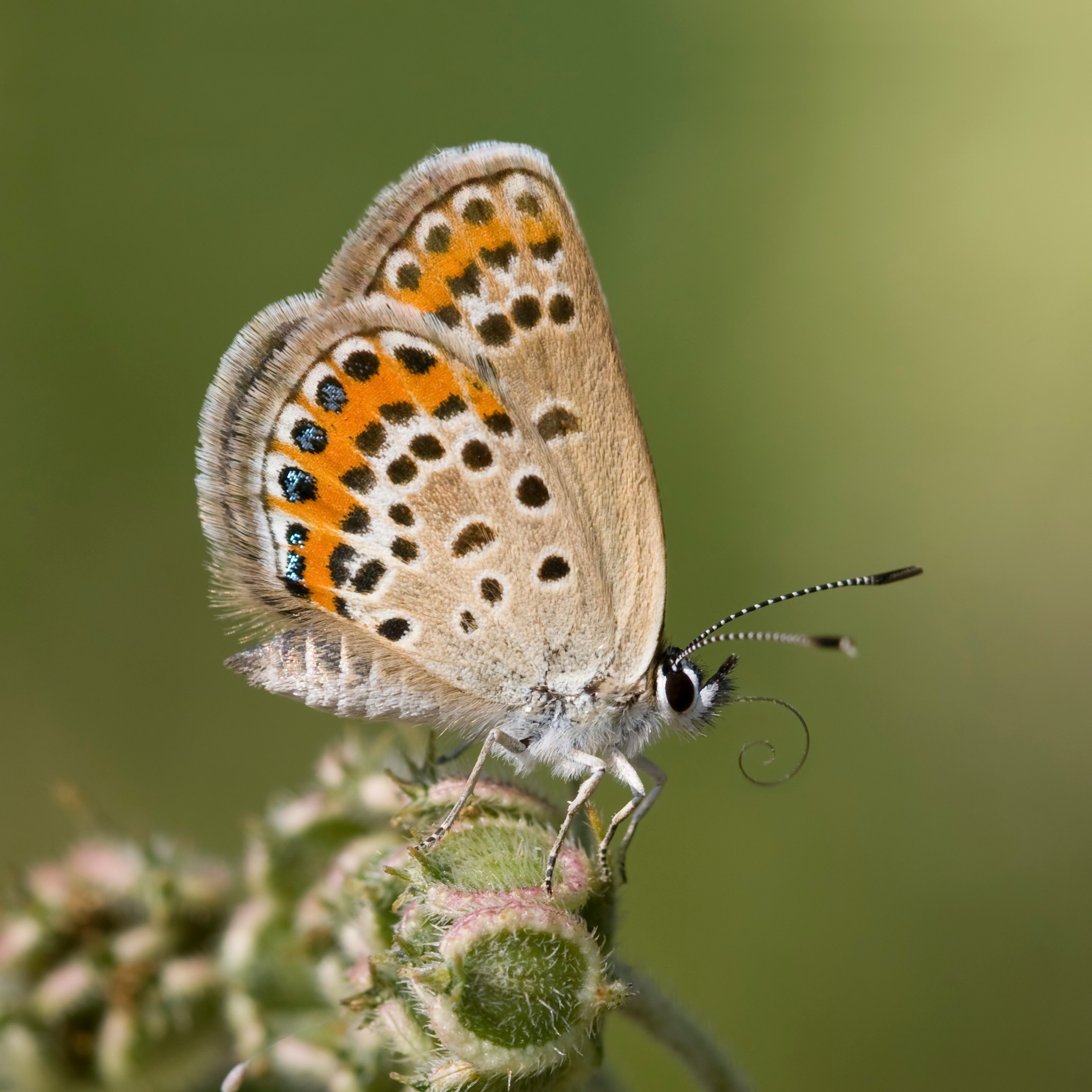
Plebejus argus
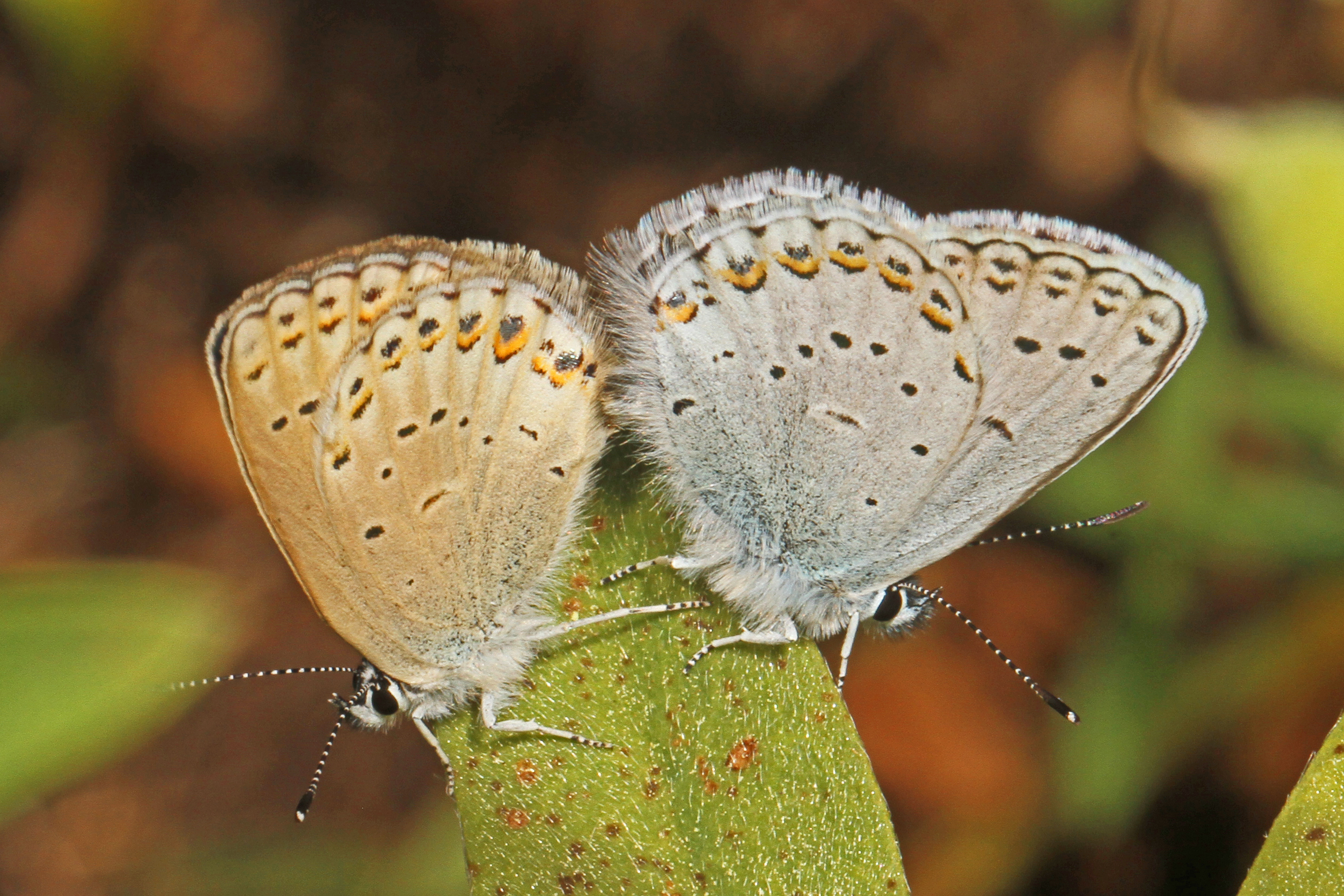
Plebejus anna
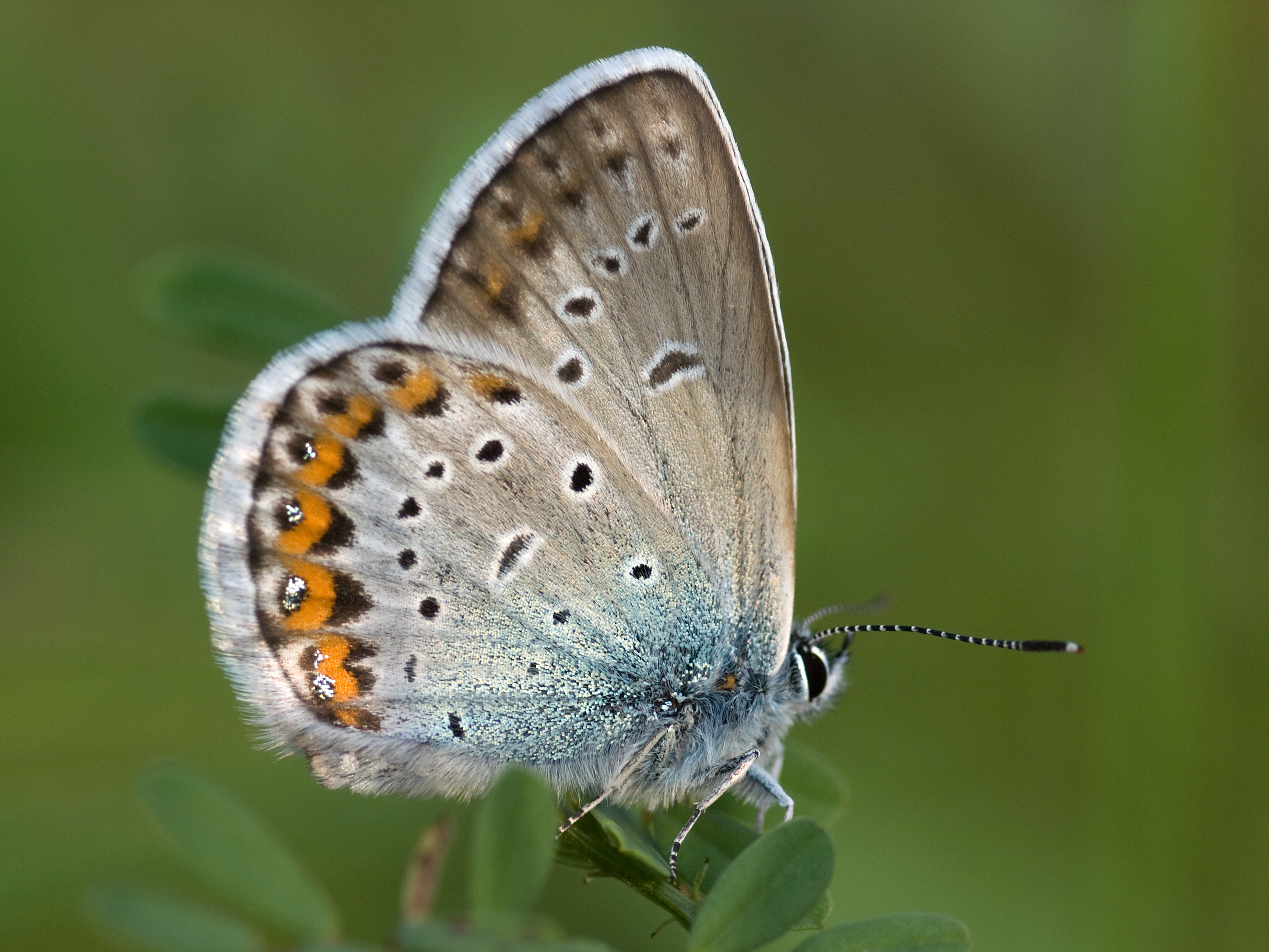
Plebejus idas
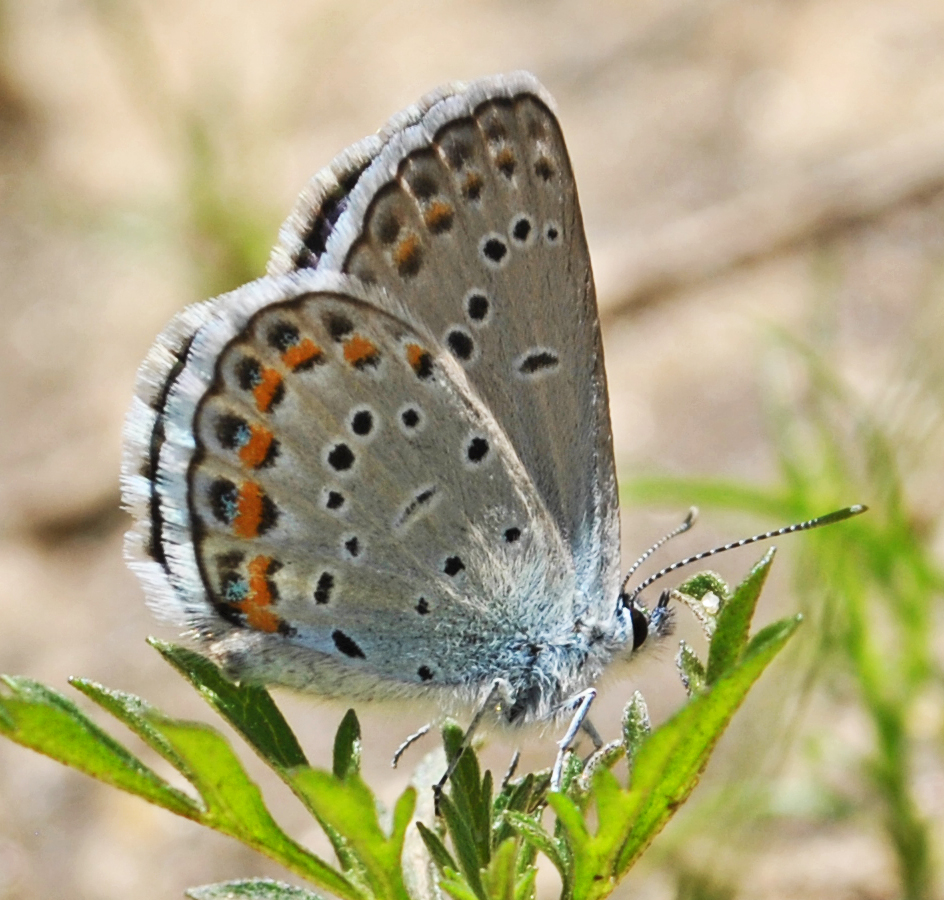
Plebejus melissa
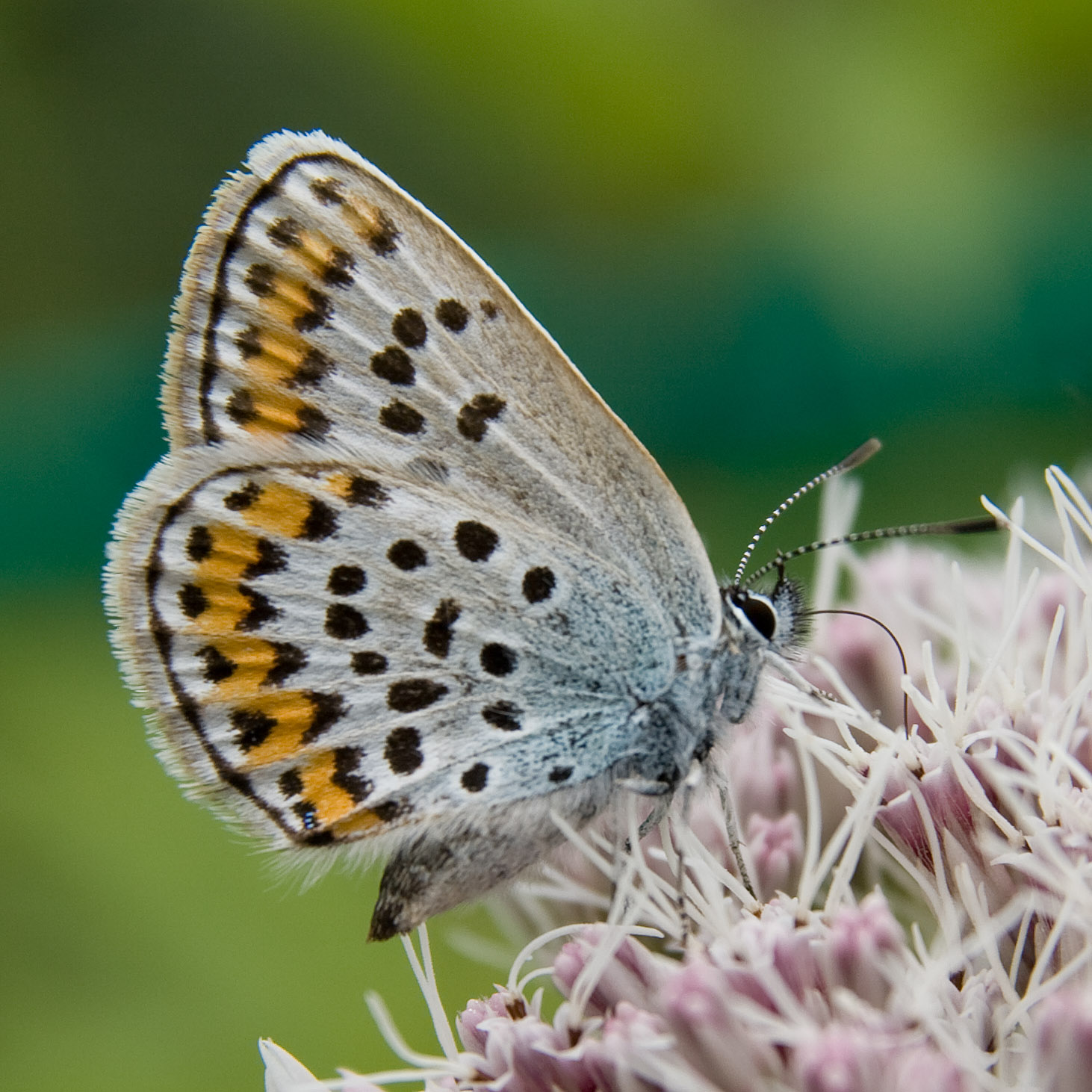
Plebejus subsolanus
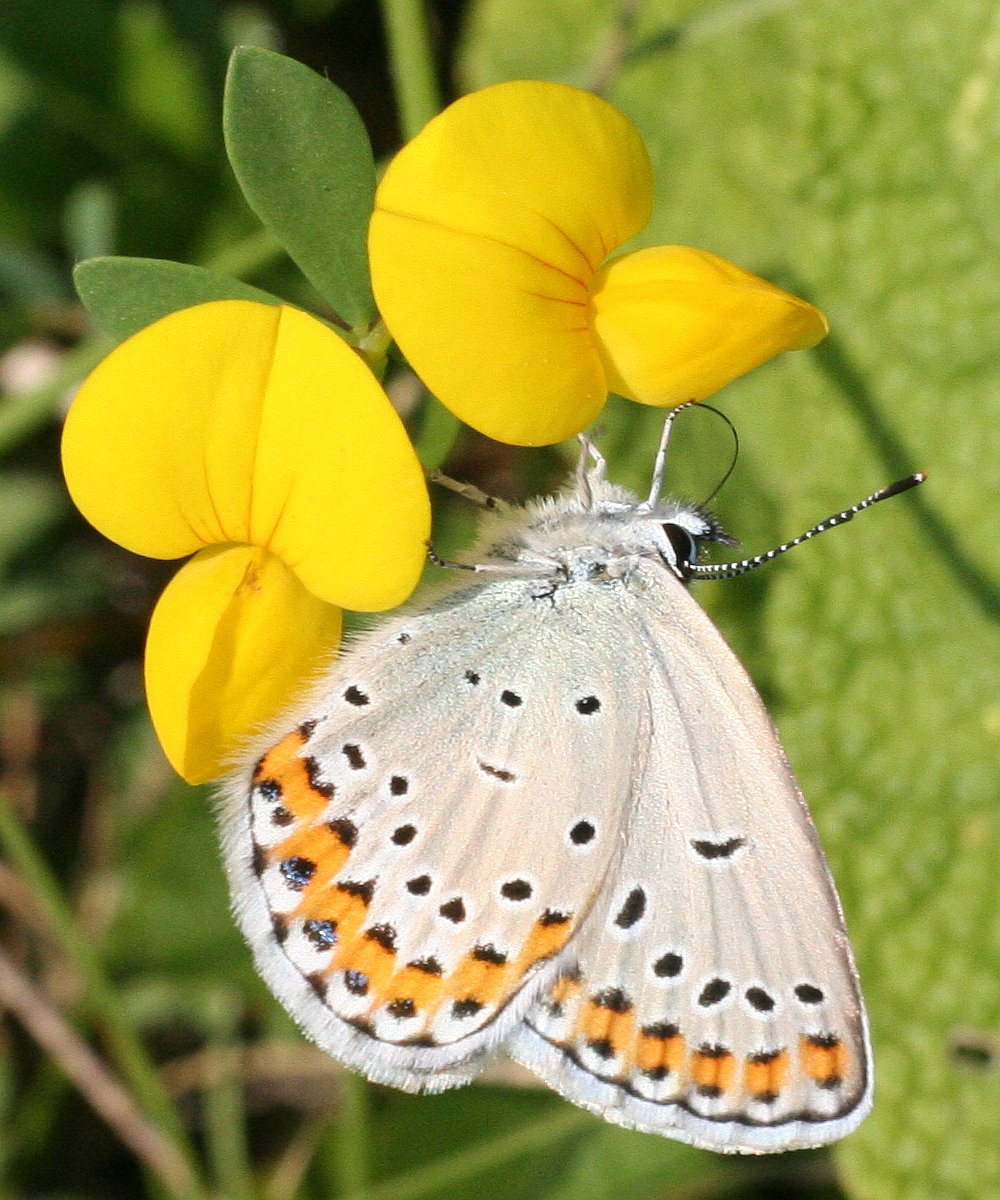
Plebejus argyrognomon